# Sonata per a violí i piano núm. 6 (Weinberg)
La Sonata per a violí i piano núm. 6, op. 136 bis, va ser composta per Mieczysław Weinberg el 1982.

## Moviments
- I. Moderato
- II. Adagio
- III. Moderato – Adagio

## Origen i context
A finals dels anys cinquanta, Weinberg va cessar de compondre més duets. A més, va retirar-se de les aparicions públiques com a pianista, tot i que va conservar les seves habilitats per tocar el piano durant dues dècades més.
Aquesta obra és l'última d'una sèrie d'obres dedicades a la memòria de la seva mare, la qual va morir juntament amb el seu pare i la seva germana al camp de concentració nazi de Trawniki (també li va dedicar les simfonies núm. 13 i 16 i la cançó Memorial, op. 132). El manuscrit té la data de l'1 de gener al 14 d'octubre de 1982, que per a Weinberg significa una curta durada.
El mateix any que va compondre aquesta sonata, el 1982, va començar a compondre les tres simfonies que s'anomenen "Trilogia de guerra": la 17 (1982-1984), 18 (1986) i 19 (1986). Així, la sonata comença amb un solo del violí que també es pot trobar en el primer moviment de la Divuitena Simfonia, i el solo del piano es troba, reescrit per a cordes, al principi de la Dissetena. Potser perquè la considerava més aviat un esbós per a les futures simfonies, Weinberg no va registrar aquesta sonata en el seu catàleg oficial d'obres.
No se sap per què no va publicar en vida aquesta sonata. Podria que la desestimés o que s'oblidés que l'havia escrit, ja que es va descobrir entre els seus papers no publicats el 2007. Per ser un treball molt ambiciós i dedicat a la memòria de la seva mare, sembla que simplement se li va traspaperar.